# Dawkinsia tambraparniei
Dawkinsia tambraparniei е вид лъчеперка от семейство Шаранови (Cyprinidae). Видът е застрашен от изчезване.